# Daniel Powter
Daniel Richard Powter est un chanteur canadien né le 25 février 1971. Il a grandi au sein d'une famille aisée à Vernon, en Colombie-Britannique (Canada). Powter a démontré son intérêt de chanteur à sa mère, qui était pianiste, en suivant des cours de chant dès son jeune âge.
Le premier single de Daniel Powter n'est pas sorti initialement dans son pays natal, mais en Europe. La chanson s'est classée dans les hit parades de plusieurs pays européens et a été choisie par la firme Coca-Cola pour illustrer une campagne publicitaire. De plus, Bad Day est l'une des chansons les plus populaires parmi les jeunes concurrents de l'émission American Idol.

## Discographie

### Singles
- Bad Day (2005)
- Free Loop (2005)
- Jimmy Gets High (2006)
- Lie To Me (2006)
- Next plane home (2008)
- Delicious  (2017)
- Save your life (2021)

Les chiffres inscrits dans ce tableau correspondent aux classements des singles dans différents pays.
| Année | Single          | États-Unis | France | Canada | Australie | Allemagne | G.-Bretagne | Italie |
| ----- | --------------- | ---------- | ------ | ------ | --------- | --------- | ----------- | ------ |
| 2005  | Bad Day         | 1          | 3      | 1      | 3         | 1         | 2           | 1      |
| 2005  | Free Loop       | -          | 52     | 11     | 43        | 55        | -           | -      |
| 2006  | Jimmy Gets High |            |        |        |           |           |             | 19     |
| 2006  | Lie to Me       |            |        |        |           |           | 92          |        |

## Récompense et nomination

### Certifications
| Année | Album         | Certification | Pays/Association                    | Ventes/Équivalence |
| ----- | ------------- | ------------- | ----------------------------------- | ------------------ |
| 2005  | Daniel Powter | or            | France (SNEP)                       | 100 000            |
| 2006  | Daniel Powter | or            | Nouvelle-Zélande(Recorded Music NZ) | 7 500              |
| 2006  | Daniel Powter | platine       | France (SNEP)                       | 200 000            |